# Corrala
Corrala är en ort i Mexiko.   Den ligger i kommunen Comitán Municipality och delstaten Chiapas, i den sydöstra delen av landet, 800 km öster om huvudstaden Mexico City. Corrala ligger 1 562 meter över havet och antalet invånare är 388.
Terrängen runt Corrala är platt åt nordost, men åt sydväst är den kuperad. Runt Corrala är det ganska tätbefolkat, med 96 invånare per kvadratkilometer. Närmaste större samhälle är Las Margaritas, 18,2 km norr om Corrala. I omgivningarna runt Corrala växer huvudsakligen savannskog.